# Tohi à raies vertes
Arremon virenticeps
Espèce
Statut de conservation UICN

 LC  : Préoccupation mineure
Le Tohi à raies vertes (Arremon virenticeps) est une espèce de passereaux appartenant à la famille des Passerellidae.

## Description
Il peut atteindre 19 cm de longueur à l'âge adulte. Il n'y a pas de dimorphisme sexuel. Les individus adultes sont vert olive sur le dos et gris sur le ventre. Il se caractérise par la présence de rayures vertes et noires sur la couronne et la nuque. Il a un masque noir, une tache blanche sur chaque côté du front, la gorge blanche et un bec long et noir. Les immatures sont brun terne, le ventre et la gorge striés de jaune et sans rayures de la couronne très évidentes.

## Répartition
Il est endémique au Mexique et vit dans les sous-bois denses des forêts de montagne dans la Sierra Madre occidentale et la Cordillère néovolcanique.

## Habitat
Il habite les zones humides de montagnes tropicales et subtropicales.